# 傑爾尼夫卡 (若夫克瓦區)
50°2′31″N 24°6′12″E / 50.04194°N 24.10333°E
傑爾尼夫卡（烏克蘭語：Дернівка），是烏克蘭西部的村莊，隸屬利維夫州的利維夫區。該村始建於1490年，面積0.3平方公里，海拔高度247米，2001年人口66，人口密度每平方公里218.54人。